# Улица Светланова
У́лица Светла́нова (до 24 сентября 2013 года — Проекти́руемый прое́зд № 3538) — улица в Западном административном округе города Москвы на территории района Раменки.

## История
Получила современное название в память о советском российском дирижёре Евгении Светланове, до 24 сентября 2013 года называлась Проектируемый проезд № 3538. В 2022 году улицу продлили до Мичуринского проспекта.

## Расположение
Проходит от Ломоносовского проспекта на юго-запад, с северо-запада к ней примыкает улица Шувалова, улица Светланова проходит далее, поворачивает на юго-запад и проходит до Раменского бульвара. По улице Светланова есть только 1 дом - 11к1, он был построен по программе реновации.

## Транспорт

### Автобус
По участку от Раменского бульвара (остановка «Никулинский суд») до улицы Шувалова (обратно от Ломоносовского проспекта) проходят автобусы 661, 934. На юго-западной части улицы от Раменского бульвара до улицы Раменки проходят автобусы 325, 845. У северо-восточного конца улицы, на Ломоносовском проспекте, расположены:
- конечная остановка «Метро „Ломоносовский проспект“» (МГУ) автобусов 1, 57, 113, 325, 419, м19;
- промежуточные остановки «Метро „Ломоносовский проспект“» автобусов, следующих по Ломоносовскому и Мичуринскому проспектам.

### Метро
- Станция метро «Ломоносовский проспект» Солнцевской линии — севернее улицы, на площади Индиры Ганди на пересечении Ломоносовского и Мичуринского проспектов.
- Станция метро «Раменки» Солнцевской линии — западнее улицы, на Мичуринском проспекте.